# Fud Leclerc
Fud Leclerc pseudonimo di Fernand Urbain Dominic Leclercq (Montluçon, 1924 – Ganshoren, 20 settembre 2010) è stato un cantante francese naturalizzato belga.
Ha rappresentato quattro volte il Belgio all'Eurovision Song Contest:
- 1956 - Messieurs les noyés de la Seine
- 1958 - Ma petite chatte, quinto posto
- 1960 - Mon amour pour toi, sesto posto
- 1962 - Ton nom, ultimo posto